# Кубок Чехії з футболу 2004—2005
Кубок Чехії з футболу 2004–2005 — 12-й розіграш кубкового футбольного турніру в Чехії. Титул вперше здобув Банік (Острава).

## Календар
| Раунд            | Дата              | Матчі | Клуби     |
| ---------------- | ----------------- | ----- | --------- |
| Попередній раунд | 25 липня 2004     | 13    | 125 → 112 |
| Перший раунд     | 31 липня 2004     | 48    | 112 → 64  |
| Другий раунд     | 22 вересня 2004   | 32    | 64 → 32   |
| 1/16 фіналу      | 6 жовтня 2004     | 16    | 32 → 16   |
| 1/8 фіналу       | 27 жовтня 2004    | 8     | 16 → 8    |
| 1/4 фіналу       | 20-26 квітня 2005 | 4     | 8 → 4     |
| 1/2 фіналу       | 11-12 травня 2005 | 2     | 4 → 2     |
| Фінал            | 31 травня 2005    | 1     | 2 → 1     |

## 1/16 фіналу
| Команда 1          | Рахунок      | Команда 2                  |
| ------------------ | ------------ | -------------------------- |
| 6 жовтня 2004      |              |                            |
| Детмаровіце        | 1:2          | Банік (Острава)            |
| Унічов             | 2:1          | Дрновіце                   |
| Мутеніце           | 1:6          | Словацко                   |
| Глучін             | 1:0          | Опава                      |
| Спарта Крч         | 0:1          | Яблонець                   |
| Татран (Прахатіце) | 1:2          | Динамо (Чеське Будейовіце) |
| Карлові Вари-Двори | 0:3          | Вікторія (Пльзень)         |
| ГФК Оломоуць       | 0:0 пен. 5:4 | Граніце                    |
| Височина (Їглава)  | 0:2          | Славія (Прага)             |
| Славічин           | 0:0 пен. 8:7 | Брно                       |
| Градець-Кралове    | 0:2          | Тескома (Злін)             |
| Наход              | 1:1 пен. 3:4 | Тепліце                    |
| Пардубиці          | 0:3          | Слован (Ліберець)          |
| Кладно             | 1:1 пен. 3:2 | Маріла (Пржибрам)          |
| Бржевнов           | 0:2          | Млада Болеслав             |
| СІАД Мост          | 1:1 пен. 5:4 | Спарта (Прага)             |

## 1/8 фіналу
| Команда 1                  | Рахунок      | Команда 2          |
| -------------------------- | ------------ | ------------------ |
| 27 жовтня 2004             |              |                    |
| Унічов                     | 0:1          | Банік (Острава)    |
| Глучін                     | 1:1 пен. 1:4 | Словацко           |
| Динамо (Чеське Будейовіце) | 1:2          | Яблонець           |
| ГФК Оломоуць               | 0:1          | Вікторія (Пльзень) |
| Славічин                   | 0:6          | Славія (Прага)     |
| Тескома (Злін)             | 1:2          | Тепліце            |
| Кладно                     | 0:1          | Слован (Ліберець)  |
| СІАД Мост                  | 1:0          | Млада Болеслав     |

## 1/4 фіналу
| Команда 1          | Рахунок      | Команда 2      |
| ------------------ | ------------ | -------------- |
| 20 квітня 2005     |              |                |
| Словацко           | 0:0 пен. 9:8 | Тепліце        |
| Вікторія (Пльзень) | 1:1 пен. 4:3 | СІАД Мост      |
| 21 квітня 2005     |              |                |
| Слован (Ліберець)  | 4:1          | Яблонець       |
| 26 квітня 2005     |              |                |
| Банік (Острава)    | 5:1          | Славія (Прага) |

## 1/2 фіналу
| Команда 1         | Рахунок      | Команда 2 |
| ----------------- | ------------ | --------- |
| 11 травня 2005    |              |           |
| Слован (Ліберець) | 2:2 пен. 2:3 | Словацко  |
| 12 травня 2005    |              |           |
| Банік (Острава)   | 0:0 пен. 0:3 | СІАД Мост |

## Фінал
| 31 травня 2005 |

| Словацко     | 1:2      | Банік (Острава)             |
| ------------ | -------- | --------------------------- |
| Досталек 90' | Протокол | Метелка 54' Пападопулос 88' |

| Андрув, Оломоуць Глядачів: 11 251 Арбітр: Мілан Шедіви |